# Viaduto do Corgo
Der Viaduto do Corgo ist eine 2796 Meter lange Schrägseilbrücke der A 4 Auto-Estrada Transmontana in Portugal. Sie ist mit einer maximalen Fahrbahnhöhe von 230 Metern die vierthöchste Autobahnbrücke Europas. Die Brückenplatte wurde am 15. März 2013 fertiggestellt. Die Eröffnung fand im selben Jahr statt.
Das Bauwerk befindet sich in der Region Trás-os-Montes, wo es südlich von Vila Real den Fluss Corgo, einen Nebenfluss des Douro, überquert. Die Brücke fällt gegen die Mitte des tief eingeschnittenen Tales stark ab, wobei die maximale Steigung auf beiden Seiten fünf Prozent beträgt. Der Überbau verläuft auf schlanken Pfeilern, die im Abstand von 60 Metern stehen. Etwas außermittig befindet sich zwischen den Pfeilern 15 und 22 ein Abschnitt, der als Schrägseilbrücke mit zwei Pylonen gebaut ist, wobei die Spannweite dieses Mittelteils 300 Meter beträgt und die Pylonen 70 m über die Fahrbahn ragen. Die Länge der westlichen Vorbrücke beträgt 855 Meter, die der östlichen 1167 m.
Die Brücke trägt eine vierspurige Autobahn mit Standstreifen. Der Trennstreifen ist mit einer Betonschutzwand versehen, auf beiden Seiten befinden sich Gehwege. Die gesamte Fahrbahnplatte ist 28 Meter breit, die Fahrspuren 3,5 Meter, der Standstreifen 3 Meter und der Fußweg 1,25 Meter. Sie liegt auf einem Hohlkastenträger mit seitlichen Kragarmen, die von Druckstreben gestützt werden. Die Pfeiler sind wegen der großen Höhe möglichst schlank gehalten.